# Heterotaxis villosa
A Heterotaxis villosa é uma espécie de orquídea (Orchidaceae) que pertence ao complexo de espécies da Heterotaxis crassifolia, a qual também poderia ser chamada superespécie.
Em 1877, João Barbosa Rodrigues descreveu esta espécie para designar as variedades da Heterotaxis crassifolia encontradas no norte brasileiro, das quais afirmou serem diferentes principalmente devido ao fato de apresentarem uma linha contínua de pelos pabulares no labelo de suas flores enquanto a Heterotaxis crassifolia apresenta dois segmentos de pelos pabulares, entretanto também citava diferenças nos tamanhos das partes vegetativas da planta. Por se tratar de espécie de difícil delimitação morfológica este assunto vem tratado em maior profundidade no artigo referente à Heterotaxis crassifolia.
Publicação da espécie: Heterotaxis villosa (Barb.Rodr.) F.Barros, Hoehnea 29: 112 (2002).

## Sinônimos Homotípicos

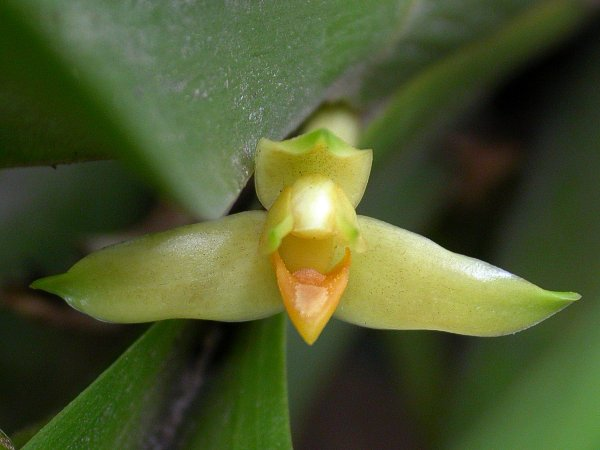
Heterotaxis crassifolia - espécie com a qual a Heterotaxis villosa pode ser facilmente confundida.

- Basônimo: Dicrypta villosa Barb.Rodr.., Gen. Spec. Orchid. 1: 125 (1877).
- Maxillaria villosa (Barb.Rodr.) Cogn., Fl. Bras. 3(6): 34 (1904).

## Etimologia
O epíteto é uma referência às vilosidades existentes no labelo de suas flores.